# Prochetostoma bhutanicum
Prochetostoma bhutanicum är en tvåvingeart som beskrevs av Han 2006. Prochetostoma bhutanicum ingår i släktet Prochetostoma och familjen borrflugor.
Artens utbredningsområde är Bhutan. Inga underarter finns listade i Catalogue of Life.